# The Time of Our Lives (Miley Cyrus)
The Time of Our Lives è il primo EP della cantante statunitense Miley Cyrus, pubblicato il 28 agosto 2009 dalla Hollywood Records.
Il primo singolo estratto è stato Party in the U.S.A., che ha ottenuto un grande successo in Nord America diventando il ventesimo singolo più venduto su iTunes nella storia della musica. Nel mondo ha venduto fino a oggi più di 3.000.000 di copie. Il secondo singolo, When I Look at You, fa parte della colonna sonora del film The Last Song, dove la Cyrus è protagonista insieme a Liam Hemsworth.
L'EP fino al giugno 2010 ha venduto 1.378.152 copie negli USA e 3.200.000 nel mondo.
Parlando dell'EP, Miley Cyrus ha detto:

## Tracce
1. Kicking and Screaming – 2:58
2. Party in the U.S.A. – 3:22
3. When I Look at You – 4:09
4. The Time of Our Lives – 3:32
5. Talk Is Cheap – 3:40
6. Obsessed – 4:04
7. Before the Storm (feat. Jonas Brothers) – 4:35
8. The Climb – 3:55

## Formazione
- Miley Cyrus – voce
- Dr. Luke – chitarra, batteria, tastiera, cori
- Jessica Cornish – cori in Party in the U.S.A.
- Kesha – cori
- Douglas Wright – cori
- Claude Kelly – cori
- Joe Jonas – voce in Before the Storm
- Nick Jonas – voce in Before the Storm

## Successo commerciale
The Time of Our Lives ha debuttato alla seconda posizione della Billboard 200 statunitense, con 62 000 copie vendute nella prima settimana., diventando l'ottavo lavoro della cantante a raggiungere la top 10 nel paese. Nella settimana successiva l'EP ha raggiunto la seconda posizione con 153 000 copie, posizione che mantiene anche nella settimana successiva, con 120 000 copie. Nel vicino Canada l'EP ha raggiunto la nona posizione.
Al di fuori del Nord America l'EP ha raggiunto la top 10 in Austria, Germania, Grecia, Irlanda, Nuova Zelanda e Spagna e top 20 in Australia, Portogallo e Regno Unito.

## Classifiche

### Classifiche settimanali
| Classifiche (2009-10) | Posizione massima |
| --------------------- | ----------------- |
| Australia             | 11                |
| Austria               | 5                 |
| Belgio (Fiandre)      | 74                |
| Belgio (Vallonia)     | 42                |
| Canada                | 9                 |
| Francia               | 36                |
| Germania              | 9                 |
| Grecia                | 3                 |
| Irlanda               | 9                 |
| Italia                | 32                |
| Messico               | 24                |
| Norvegia              | 33                |
| Nuova Zelanda         | 9                 |
| Paesi Bassi           | 66                |
| Portogallo            | 16                |
| Regno Unito           | 17                |
| Spagna                | 6                 |
| Stati Uniti           | 2                 |
| Svezia                | 52                |
| Svizzera              | 23                |

### Classifiche di fine anno
| Classifica (2009) | Posizione |
| ----------------- | --------- |
| Australia         | 81        |
| Austria           | 71        |
| Francia           | 136       |
| Nuova Zelanda     | 36        |
| Spagna            | 25        |
| Stati Uniti       | 34        |
| Classifica (2010) | Posizione |
| Francia           | 188       |
| Spagna            | 47        |
| Stati Uniti       | 38        |